# Товариш детектив
«Това́риш детекти́в» (англ. Comrade Detective) — американський пародійний телесеріал 2017 року, створений Браяном Гейтвудом і Алессандро Танакою у жанрі поліційного бадді-муві, дія якого перенесена в комуністичну Румунію 1980-х років.
У кожному епізоді шестисерійного мінісеріалу знімаються місцеві румунські актори, яких дублюють американські зірки: Ченнінг Тейтум, Джозеф Гордон-Левітт, Нік Офферман та інші. Серіал вийшов 4 серпня 2017 року в онлайн-сервісі Amazon Video.

## Сюжет
У 1980-х роках Комуністична партія Румунії замовляє телевізійникам пропагандистський серіал про друзів-поліціянтів, які повинні створити для глядачів переможний образ правоохоронця, щоби протиставити його бравим копам по той бік «залізної завіси». У наш час американські продюсери знайшли дивом збережені копії цього телешоу, переозвучили його та випустили на екран.
За сюжетом, бухарестський детектив та його напарник потрапляють під вогонь наркоділків та один із правоохоронців гине. Детектив та його новий напарник починають розслідування, під час якого виявляють підступні спроби Заходу «заразити» румунське суспільство ідеалами капіталізму та релігією.

## Список епізодів
| Номер серії | Назва                                                  | Режисер                       | Сценарист                                                                        | Дата виходу   |
| --- | ------------------------------------------------------ | ----------------------------- | -------------------------------------------------------------------------------- | ------------- |
| 1 | «Невидима рука» «The Invisible Hand»                   | Ріс Томас (англ. Rhys Thomas) | Браян Гейтвуд (англ. Brian Gatewood) Алессандро Танака (англ. Alessandro Tanaka) | 4 серпня 2017 |
| Після загибелі напарника, бухарестський детектив Грегор Ангел неохоче співпрацює з новим детективом Йосифом Бачу, з яким вони полюють на таємничого вбивцю.                 |                                                        |                               |                                                                                  |               |
| 2 | «Виходу немає» «No Exit»                               | Ріс Томас (англ. Rhys Thomas) | Браян Гейтвуд (англ. Brian Gatewood) Алессандро Танака (англ. Alessandro Tanaka) | 4 серпня 2017 |
| Справа заходить у глухий кут і Грегор має повернутися до неприємної частини свого минулого. Він викриває все більше доказів капіталістичної змови.                          |                                                        |                               |                                                                                  |               |
| 3 | «Хліб є хліб» «Bread Is Bread»                         | Ріс Томас (англ. Rhys Thomas) | Браян Гейтвуд (англ. Brian Gatewood) Алессандро Танака (англ. Alessandro Tanaka) | 4 серпня 2017 |
| Детективи вступають у небезпечну гру зі зловісним священиком, якому вистачає сили служити в атеїстичній країні.                                                             |                                                        |                               |                                                                                  |               |
| 4 | «Два фільми за один квиток» «Two Films for One Ticket» | Ріс Томас (англ. Rhys Thomas) | Браян Гейтвуд (англ. Brian Gatewood) Алессандро Танака (англ. Alessandro Tanaka) | 4 серпня 2017 |
| Розслідування приводить Грегора та Йосифа до вечірки в будинку відомого кінопродюсера, де на детективів чекають ріки алкоголю, розпусні дівчата та пропагандистські фільми. |                                                        |                               |                                                                                  |               |
| 5 | «Увесь світ спостерігає» «The Whole World Is Watching» | Ріс Томас (англ. Rhys Thomas) | Браян Гейтвуд (англ. Brian Gatewood) Алессандро Танака (англ. Alessandro Tanaka) | 4 серпня 2017 |
| Детективи змушені ховатися від власних колег та шукати притулку в ненависному американському посольстві.                                                                    |                                                        |                               |                                                                                  |               |
| 6 | «Природний добір» «Survival of the Fittest»            | Ріс Томас (англ. Rhys Thomas) | Браян Гейтвуд (англ. Brian Gatewood) Алессандро Танака (англ. Alessandro Tanaka) | 4 серпня 2017 |
| Щоби Соня не стала жертвою злочинця в масці Рейгана, Грегор аби Йосиф мають ризикнути власним життям.                                                                       |                                                        |                               |                                                                                  |               |

## Виробництво
Творці серіалу надихнулися комуністичними та пропагандистськими плакатами 1980-х років та атмосферою знаменитого чехословацького багатосерійного телефільму (по-сучасному, телесеріалу) «Тридцять випадків майора Земана» (чеськ. Třicet případů majora Zemana). Крім того, були позичені кліше з американських фільмів того ж часу: «Червоний світанок», «Смертельна зброя» та інших.
Сценарії та діалоги писалися англійською мовою, потім їх переклали на румунську. Уся знімальна група телесеріалу, крім операторів, сценаристів та режисера, була румунська. Для створення відповідного ефекту «автентичного телешоу» дубляж англійською мовою робився лише після знімання епізодів з румунськими акторами, редагування та фінального монтажу.

## У ролях
| Румунський актор                         | Американський актор (озвучення)             | Персонаж                        |
| ---------------------------------------- | ------------------------------------------- | ------------------------------- |
| Флорін Пьєрсік (Florin Piersic)          | Ченнінг Тейтум (Channing Tatum)             | Грегор Ангел (Gregor Anghel)    |
| Корнеліу Уліч (Corneliu Ulici)           | Джозеф Гордон-Левітт (Joseph Gordon-Levitt) | Йосиф Бачу (Iosif Baciu)        |
| Олівія Ніце (Olivia Niță)                | Дженні Слейт (Jenny Slate)                  | Джейн (Jane)                    |
| Діана Владу (Diana Vladu)                | Хлоя Севіньї (Chloë Sevigny)                | Соня Бачу (Sonya Baciu)         |
| Адріан Падурару (Adrian Păduraru)        | Нік Офферман (Nick Offerman)                | Капітан Ковач (Captain Covaci)  |
| Іон Гросу (Ion Grosu)                    | Джейк Джонсон (Jake Johnson)                | Стан (Stan)                     |
| Флорін Галан (Florin Galan)              | Джейсон Мандзукас (Jason Mantzoukas)        | Драгош (Dragos)                 |
| Річард Бовноцький (Richard Bovnoczki)    | Деніел Крейґ (Daniel Craig)                 | Отець Антон Стреза (Dragos)     |
| Крістіан Попа (Cristian Popa)            | Бек Беннетт (Beck Bennett)                  | Микита Йонеску (Nikita Ionescu) |
| Валі Павел (Vali Pavel)                  | Боббі Каннавале (Bobby Cannavale)           | Петре Бубеску (Petre Bubescu)   |
| Раду Романюк (Radu Romaniuc)             | Фред Армісен (Fred Armisen)                 | Орзан (Orzan)                   |
| Ілле Галіє (Ille Gâliea)                 | Трейсі Леттс (Tracy Letts)                  | Василе (Vasile)                 |
| Руксандра Енеску (Ruxandra Enescu)       | Кім Бейсінгер (Kim Basinger)                | Саллі Сміт (Sally Smith)        |
| Сільвіу Геаману (Silviu Geamanu)         | Магершала Алі (Mahershala Ali)              | тренер (Coach)                  |
| Корнель Джуперческу (Cornel Ciupercescu) | Річард Дженкінс (Richard Jenkins)           | Влад Ангел (Vlad Anghel)        |
| Міхай Стефан (Mihai Stefan)              | Бо Бернем (Bo Burnham)                      | Серджіу (Sergiu)                |

## Відгуки та критика
Серіал отримав загалом позитивні відгуки. На сайті Rotten Tomatoes 85% критиків дали йому позитивну рецензію (із 26 оглядів — 22 «свіжі помідори»). На сайті Metacritic «Товариш детектив» отримав 67 з 100 балів на основі 13 відгуків критиків, загальна оцінка — 7,8.

## Цікаві факти
- Батьки виконавця головної ролі Флоріна Пьєрсіка молодшого (н. 1968) — знамениті румунські актори старшого покоління; мати, Тетяна Ікель (1932—2017), народилася в Молдові, батько, Флорін Пьєрсік (н. 1936), — на Буковині, причому частину дитинства провів у Чернівцях.

- У заключному епізоді знялася румунська перекладачка Ірина-Маргарета Ністор (білявка в окулярах, яка наказує Йозефу прокинутися). Голос пані Ністор — один з найвпізнаваніших у Румунії. Саме вона у 1980-х роках підпільно озвучувала іноземні фільми, які розповсюджувалися на відеокасетах. Ця перекладачка пізніше стала героїнею документального фільму «Чак Норріс проти комунізму» про те, як контрабанда фільмів сприяла падінню комуністичного режиму.

- У фільмі дуже багато стереотипів і кліше, як тих, що були в румунських фільмах щодо Заходу, так і таких, що були в американських, коли вони показували життя соціалістичних країн. Серед абсудрдну та перебільшення: румуни слухають тільки класичну музику та знають напам’ять Маніфест Комуністичної партії, запитують себе, як би поступив Ленін в такий ситуації. Ще вони співають гімн під час прогулянки в парку, всі фанатіють від гімнастки Наді Команечі та, не знають, що таке джинси та гра «Монополія». Румуни не признають американські долари, ненавидять ЦРУ, вважають американців підступними ледарями та ненажерами, які чи не всі хворі на ВІЛ-інфекцію. І взагалі, Захід перетворює жінок на повій, а акторів — на президентів: які ще потрібні докази, що капіталізм — це жахливе пекло на землі?

- Ченнінг Тейтум і Джозеф Гордон-Левітт раніше знімалися разом у трьох фільмах: кримінальна драма «Крейзі» (Havoc) 2005 року, воєнна драма «Війна з примусу» (Stop-Loss) 2008 року, фантастичний бойовик «Джі Ай Джо: Атака Кобри» (G.I. Joe: The Rise of Cobra) 2009 року. Також вони разом знімалися в короткометражному фільмі «Одинадцяте побачення Моргана і Дестині: Зоопарк Цеппеліна». Пісня «I Can't